# Wierszalin
Wierszalin (fehéroroszul: Вершалін) egy elhagyatott település Lengyelországban, amely a Podlasiei vajdaságban, Sokól megyében, Krynki községben, Stara Grzybowszczyzna falutól mintegy 1,5 km-re található.

## Történelem
A települést az 1930-as években alapította Eliasz Klimovics, akit „Ilja próféta” (Illés) néven ismertek, aki megalapította a vallási csoportot és önjelölt prófétája volt. Klimovics szerint Wierszalin az új világ fővárosa lett volna, amely számos zarándokot vonzott volna többek között Novogrudokból és Volhíniából. A faház és a melléképületek megmaradtak, és a Krynki Erdészeti Bizottság gondozásában vannak.
A Wierszalin nevet egy szuprasl-i színház vette fel, és 1997-ben Krzysztof Wojciechowski filmet készített A wierszalini Eliasz próféta története címmel. A grodnói fehérorosz író, Alekszej Karpiuk (más nyelveken) a második világháború előtt ott történt eseményeknek szentelte a Verszalini paradicsom (Вершалінскі рай, 1974) című regényét; emiatt kizárták a pártból és a Fehérorosz Írók Szövetségéből.

## Fordítás
Ez a szócikk részben vagy egészben  a   Wierszalin című lengyel Wikipédia-szócikk ezen változatának fordításán alapul.  Az eredeti cikk szerkesztőit annak laptörténete sorolja fel. Ez a jelzés csupán a megfogalmazás eredetét és a szerzői jogokat jelzi, nem szolgál a cikkben szereplő információk forrásmegjelöléseként.